# 芮南·勞瑞

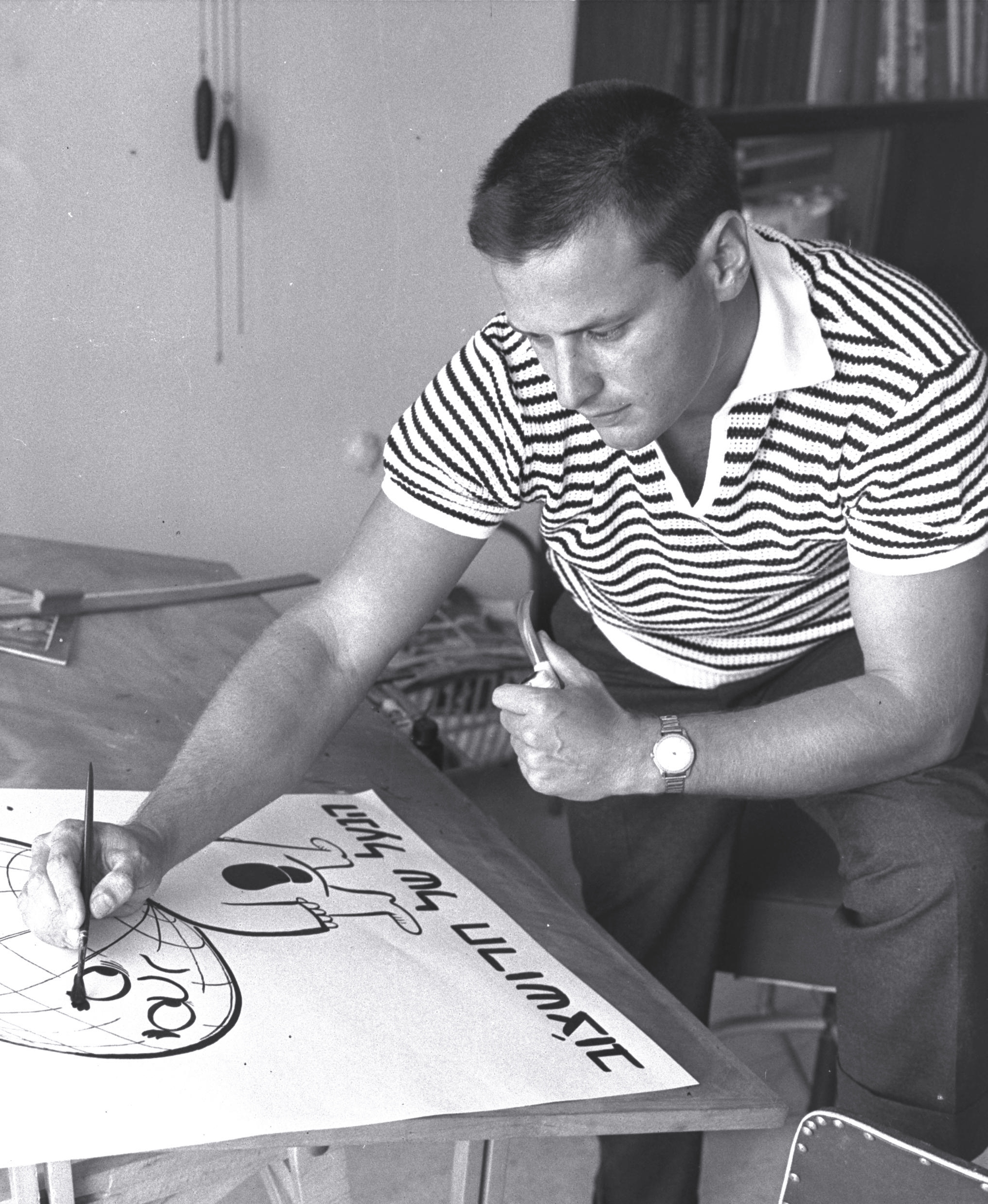
1961年的勞瑞。

芮南·勞瑞（英語：Ranan Lurie，1932年5月26日—2022年6月8日），美國以色列裔政治漫画家與記者，也是門薩會的會員。1985年应中華民國行政院新聞局邀請，创作了一个代表台湾中国人的形象人物“李表哥”（Cousin Lee）。

## 家庭

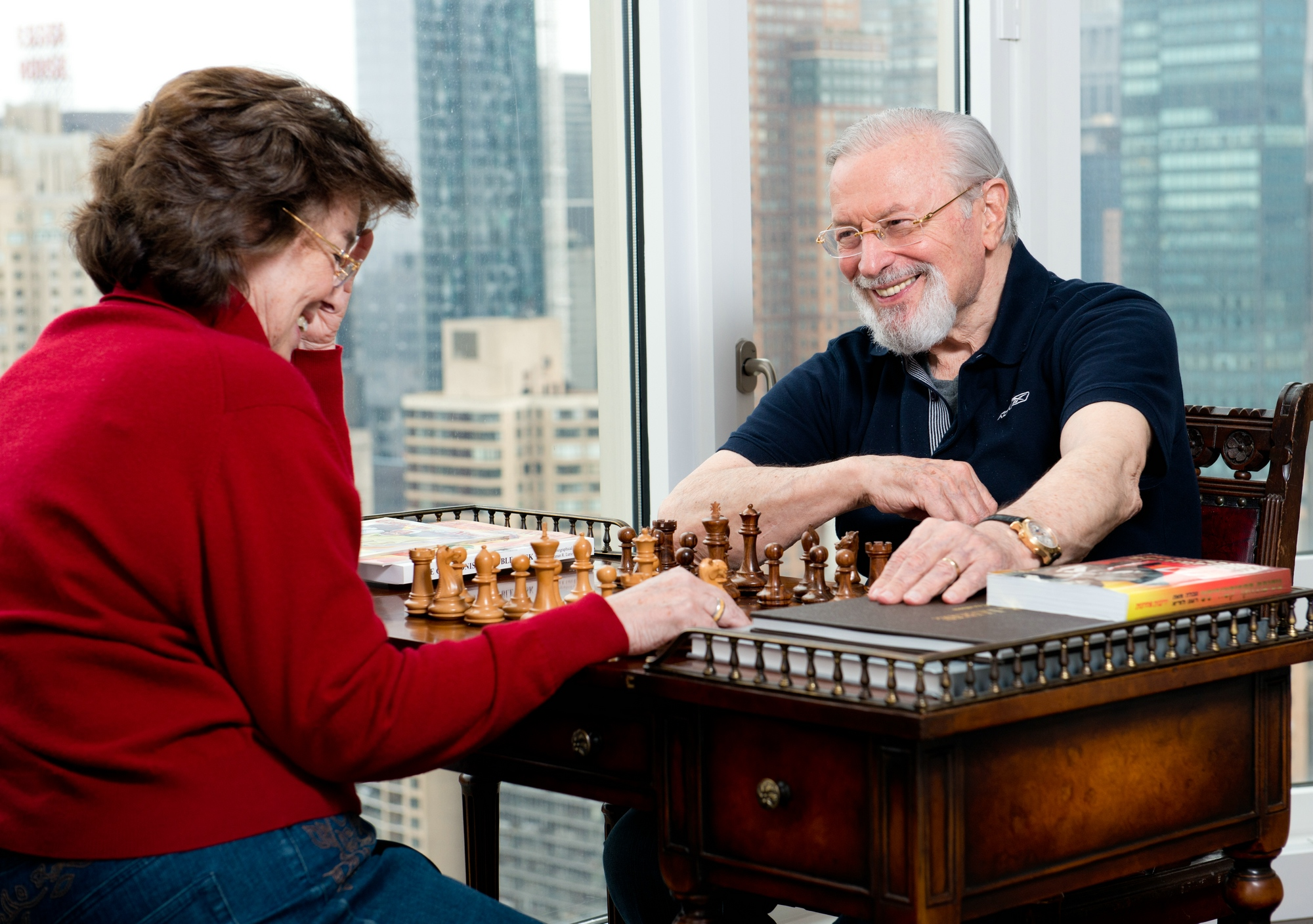
勞瑞與他的妻子Tamar，2013年

勞瑞的妻子是Tamar。有一個兒子叫Rod，是一名電影導演和編劇。